# 海南圆螺
海南圆螺（学名：Cyclotus hainanensis）为环口螺科圆螺属的动物，是中国的特有物种。分布于海南等地，生活环境为陆地，多生活于潮湿的山区树林、山坡上、落叶石块下以及草丛中。
其种加词“hainanensis”意为“海南的”。